# Ophiomyia abutilivora
Ophiomyia abutilivora är en tvåvingeart som beskrevs av Spencer 1986. Ophiomyia abutilivora ingår i släktet Ophiomyia och familjen minerarflugor. Inga underarter finns listade i Catalogue of Life.